# Aubas
Aubas település Franciaországban, Dordogne megyében. Lakosainak száma 615 fő (2022. január 1.). Aubas Les Farges, Auriac-du-Périgord, La Bachellerie, Condat-sur-Vézère, Montignac-Lascaux és Coly-Saint-Amand községekkel határos.

## Népesség
A település népességének változása:
| Lakosok száma | 348  | 395  | 458  | 587  | 634  | 633  | 609  | 622  | 617  | 615  |
|               | 1968 | 1982 | 1990 | 2006 | 2013 | 2015 | 2017 | 2019 | 2020 | 2022 |